# 全面腐食

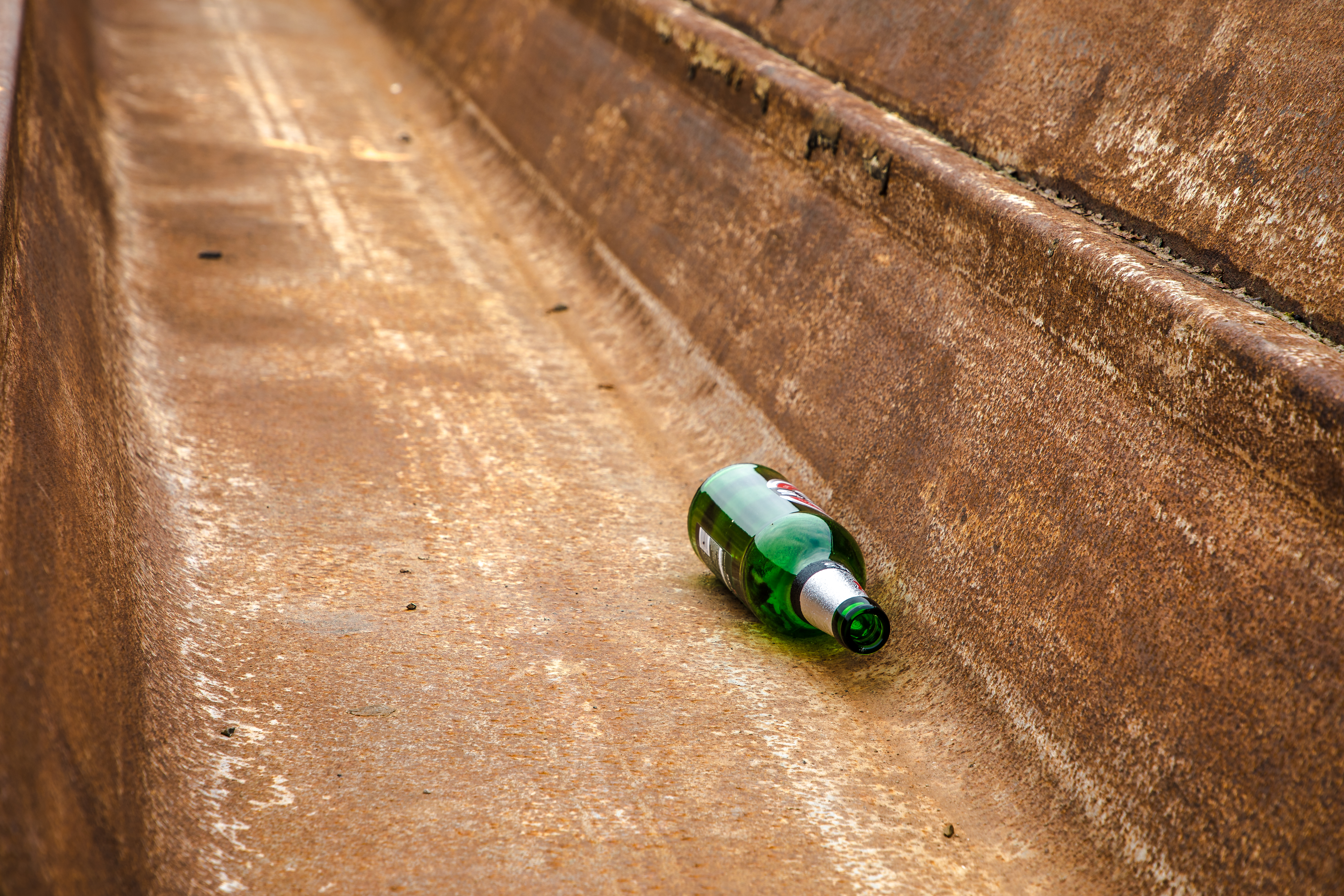
全面腐食した鋼矢板

全面腐食（ぜんめんふしょく、英: general corrosion, uniform corrosion）とは、金属の表面全体で均一に進行する形態の腐食である。均一腐食（きんいつふしょく）ともいう。金属の腐食（特に湿食、水溶液腐食）は、この全面腐食と孔食・すき間腐食などの局部腐食に大別される。
金属の腐食は酸化反応を起こすアノードと還元反応を起こすカソードが対となって発生するが、全面腐食では金属表面の至る所に無数のアノードとカソードが発生・分布し、さらにアノードとカソードの位置が常時変動することで表面全体で均一的に腐食が進む。具体的には、海水中や屋外大気中の炭素鋼の腐食などが全面腐食の例として挙げられる。厳密に全面が均一に腐食する事例は少なく、実際にはある程度の不均一性があった上で全面腐食とみなされる。強い酸性溶液中の金属などは全面でほぼ均一に腐食する。
全面腐食が進行する速さは、腐食によって金属材料から減る質量や肉厚で評価される。錆などの腐食生成物が表面に付着する場合は、その表面保護効果によって全面腐食速度が遅くなる。全面腐食の進行は比較的予測しやすいことから、局部腐食に比べると実際に問題となる腐食損傷は少ない。得られている全面腐食速度データをもとに一定の全面腐食の発生を認めた上で、全面腐食で減る分を腐食しろとして部材肉厚に加えて設計することもある。全面腐食で腐食損傷問題に至るのは、どちらかと言えば設計、製造、運用のミスが原因であることが多い。

## 基本的メカニズム

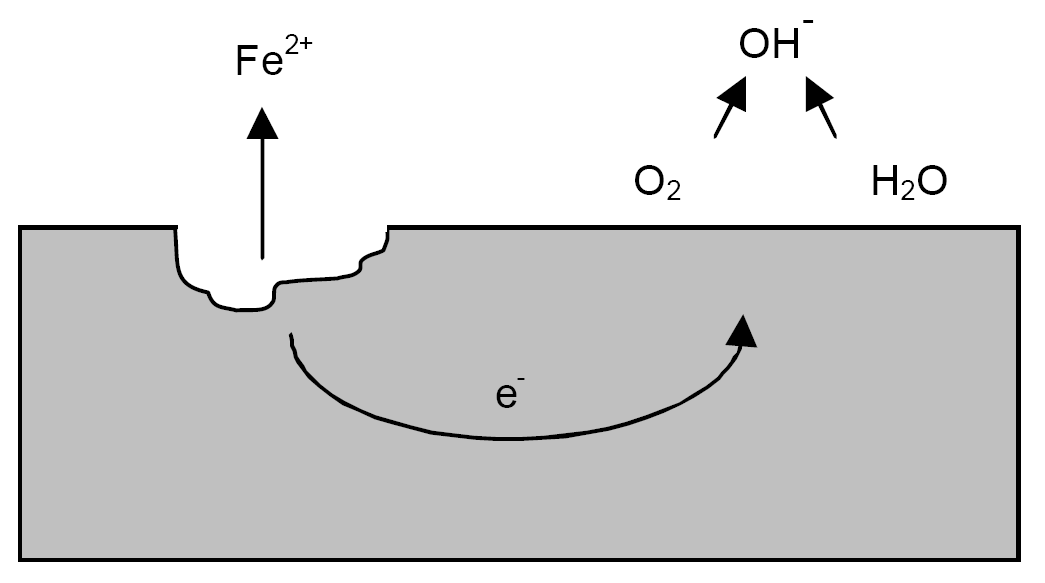
鉄の水溶液腐食における基本的電気化学反応の概念図

金属の腐食のメカニズムは、電気化学的にみると、電子 (e−) を放出する酸化反応（アノード反応）が起こっているアノードと電子を受容する還元反応（カソード反応）が起こっているカソードで構成される。溶存酸素 (O2) を含む水溶液 (H2O) 中に鉄 (Fe) を浸すと、以下のアノード反応とカソード反応を基本として腐食が進行する。
Fe → Fe2+ + 2e−（アノード反応）
O2 + 2H2O + 4e− → 4OH−（カソード反応）
2Fe + O2 + 2H2O → 2Fe2+ + 4OH−（全体としての反応）
これらの反応では、アノードとなる箇所とカソードとなる箇所が金属表面上に現れ、アノードとなっている箇所の金属が溶解する。局部的なカソードから局部的なアノードへ金属内を伝わって電子電流が流れ、さらに局部的なアノードから局部的なカソードへ水溶液を伝わってイオン電流が流れることで、電流回路が成立して一種の電池が構成される。腐食の原因となる電池は腐食電池などと呼ばれる。

全面腐食の概念図。アノード・カソードがどの場所にも分布する。

全面腐食の特徴は、金属表面の至る所に無数のアノードとカソードが発生して分布し、金属表面上に無数の微小な腐食電池が形成される点にある。このような局所的で微小な腐食電池は、局部電池、ミクロ腐食電池、ミクロセルなどと呼ばれる。さらに、これらのアノードとカソードの位置は固定されず常時変動するので、結果として表面全体で均一的に腐食が進む。全面腐食が生じると、表面からの減肉や肌荒れが広範囲に起こる。さらに錆などの腐食生成物が表面を覆う場合と覆わない場合がある。
同じ金属材料の同じ表面でありながらアノードとカソードに分かれて局部電池が発生する理由は、現実の金属材料の不均質性が挙げられる。実際の金属材料では、全体にわたって一様な物理的性質・化学的性質を持つわけではなく、その材料中の部分ごとに異なっている。また、金属は多結晶構造であるため、結晶粒界などの存在によって表面は均質にならない。こういった不均質性のために、表面上のある箇所の金属原子はアノードとなり、違う箇所の金属原子はカソードとなるという風に働きが分かれると考えられる。アノードになった原子が溶出すると、そのアノードは消失し、今度は別の原子がアノードになる。こういった現象が表面全体で時間とともに移り変わっていきながらランダムに起こるため、金属表面全体での均一的な腐食が引き起こされると考えられている。

## 分類

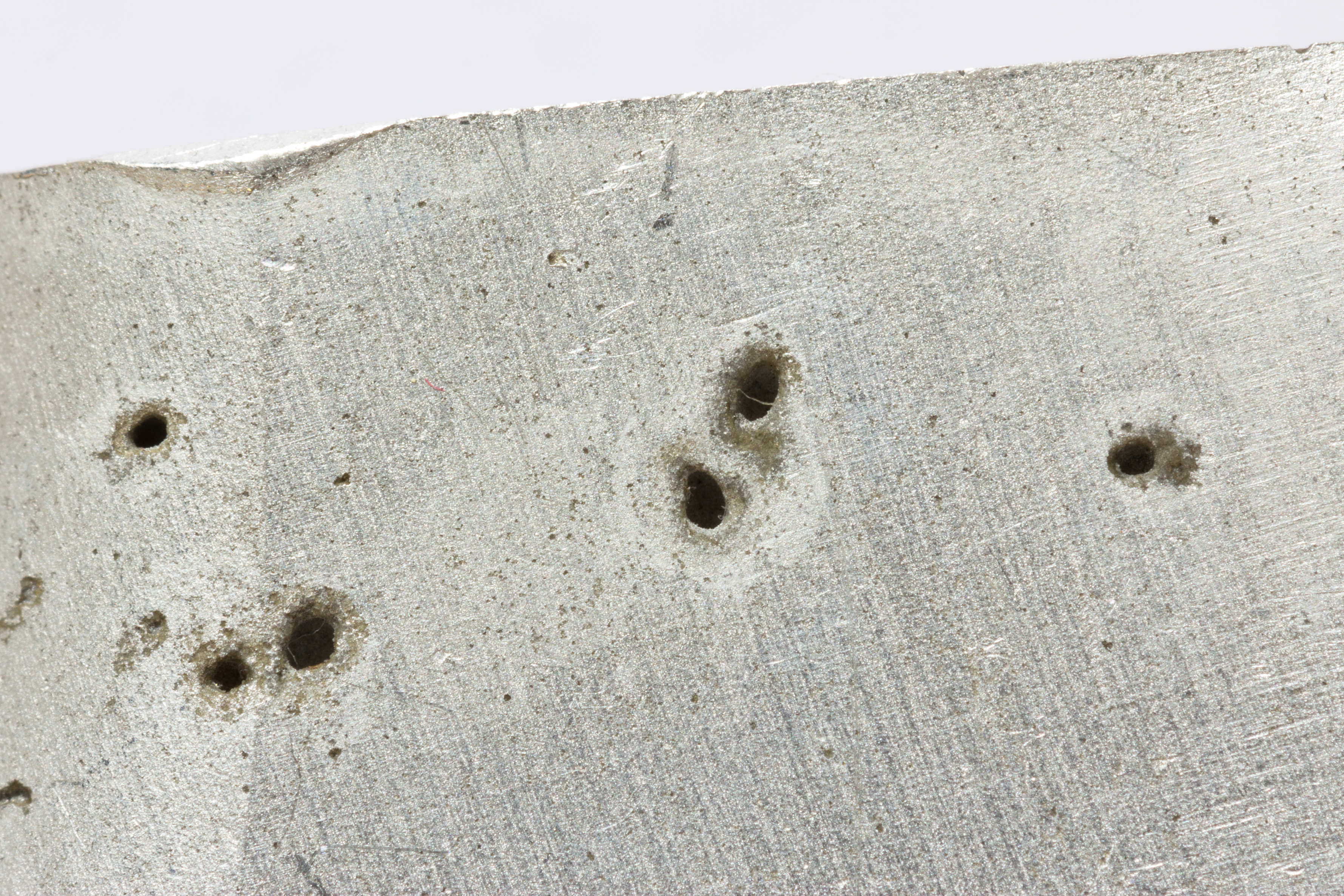
アルミニウムの孔食（局部腐食）の例

全面腐食は、特に腐食が生じる範囲に着目した分類である。金属の腐食（特に湿食、水溶液腐食）は、全面腐食と局部腐食に大別される。局部腐食とは、孔食やすき間腐食のように一部分で集中的に進行する形態の腐食を指す。全面腐食（均一腐食）でも、字面どおり厳密に全面で均一に腐食する事例は少なく、均一とみなすかどうかは程度問題でもある。実際上は、一様に全面が腐食されている判断できる場合は近似的に全面腐食とみなす。
上記のように、ミクロセルで腐食が進行するのが全面腐食の特徴であった。ミクロセルによって進行する形態の腐食はミクロセル腐食という名でも呼ばれる。ミクロセルに対して、それよりもはるかに大きく、アノードとカソードの位置が固定されているような腐食電池をマクロ腐食電池やマクロセルと呼ぶ。このような腐食電池で駆動する形態の腐食はマクロセル腐食と呼ばれ、異種金属接触腐食などがその例である。

## 評価方法
全面腐食が進行する速さを示す指標には、腐食で失われる金属の質量で評価するものと失われる金属の肉厚で評価するものがある。前者の場合は、単位時間当たりかつ単位面積当たりの減少質量で評価し、よく使われる単位は [mdd] で、1日 [day] で減る1平方デシメートル [dm2] 当たりのミリグラム [mg] 質量を意味する。後者の場合は、単位時間当たりの減少肉厚で評価し、よく使われる単位は [mm/y] で、1年 [year] で減るミリメートル [mm] 肉厚を意味する。肉厚減少速度は浸食度という名でも呼ばれる。浸食度の方が直感的で分かりやすく、特に、強度が問題で構造物の肉厚を管理したい場合は mm/y のような肉厚減少速度が用いられる。製品の汚染が問題で溶出量を管理した場合は mdd のような質量減少速度が役立つ。 
具体例としては、空気が飽和した常温の静止した水に炭素鋼を浸したときに、およそ 10 から 25 mdd (0.04 から 0.1 mm/y) である。ただし一般に、腐食が進行して錆などの腐食生成物が表面に付着する場合は、それが表面保護の役目を果たすため、全面腐食の腐食速度は初期は大きくても後から小さくなる。mdd や mm/y はある期間全体での腐食量の平均値なので、腐食速度データの利用にあたってはデータ取得の腐食期間について注意が必要である。
実際に試験で腐食速度を求めるときには、基本的には腐食で減少した質量を測定し、材料密度を使って浸食度に換算する。試験後に表面に腐食生成物が残る場合は、酸などで溶解させて除去する。試験期間は、できるだけ再現性が得られる十分な期間が望まれる。規格では、腐食速度が小さいほど試験期間を長めにすることが推奨されている。信頼性向上のために試片の数も複数が望ましい。電気化学的手法を使って腐食電流密度から腐食速度を評価する方法もあり、この方法では瞬間的な腐食速度をモニタリングできる。理論上の換算値は、鉄 (Fe) の場合で腐食電流密度 10−4 A/cm2 がほぼ 1.16 mm/y に対応する。ただし、全面腐食速度を推定する上では、腐食減少質量そのものを直接測定する手法の方が信頼性が高いともいわれる。

## 実害と防止
上記のとおり、実際の腐食では、厳密な意味での全面腐食はそれほど多い事例ではない。強い酸性溶液中などの環境では、腐食生成物による皮膜も形成されにくいため、全面でほぼ均一な腐食が実現される。海水中の炭素鋼の腐食も全面腐食の典型例だが、全面腐食に至る前に、最初の数年は腐食されない箇所が残る不均一な形態で腐食することもある。屋外大気中に置かれた炭素鋼の腐食も全面腐食の例だが、これも厳密に全面で均一に腐食が進行するわけではなく、ばらつきの範囲内と考えて全面腐食とみなされる。
実際の腐食においては、全面腐食よりも局部腐食が問題となる事例が多い。ステンレス鋼、アルミニウム、銅、チタンなどは、海水に対しても不働態化して全面腐食については優れた耐性を示す金属だが、孔食やすき間腐食といった局部腐食を起こすことはままある。また、設計時においても全面腐食はある程度予測が立てれるが、局部腐食は予測が立てにくい。酸による腐食などの特殊な事例を除き全面腐食の腐食速度は緩やかなのに対し、局部腐食は一般的にそれよりも早く進む。したがって、全面腐食が問題となる損傷事例は、設計、製作、運用のミスが原因であることが多い。
腐食全般に対する防食法として、塗装、めっき、電気防食、環境制御、耐食性材料の採用などがある。一般的な目安として、ある金属や合金の使用環境での腐食が 0.1 mm/y 以下の浸食度に収まっていれば、その金属材料は耐食的な材料とみなせる。腐食によって減肉することが予測される場合、事前にその分の厚みを部材に設けておくことがあり、この余分な厚みを腐食しろという。全面腐食では腐食速度がある程度予測できるので、部材に強度的に必要な腐食しろを持たせ、一定の全面腐食発生を許容して設計することもある。圧力容器、熱交換器、高圧ガス配管などでは、種々の規格によって設けるべき腐食しろが規定されている。例えば、日本産業規格 JIS B 8249 では、過酷な運転環境下の多管式熱交換器について炭素鋼・低合金鋼の腐食しろを標準 3 mm と規定している。装置運転状態で全面腐食の進行を確認する方法としては、超音波厚さ計で肉厚を直接測る方法や電気抵抗を利用する方法などがある。航空機では、大気暴露によるアルミニウム合金の全面腐食は、規定の防食処置をした上で点検による確認や運航後の手入れで対処する運用がなされている。一方、食品プラントでは食品汚染防止という観点から、腐食しろを設けて一定の腐食を織り込む手法は許されず、浸食度で 0.01 mm/y や 0.001 mm/y の桁まで腐食を抑えるように厳重に防食対策が取られる。